# Далита
Далита Артин Аванесјан (јерм. Դալիթա Արթին Ավանեսյան, 19. септембар 1999, Техеран, Иран) јерменска је певачица, плесачица и глумица. На Дечјој песми Евровизије 2011, одржаној 3. децембра у Спортском комплексу „Карен Демирчјан“ у Јеревану, на којој је државу домаћина и представљала са песмом Welcome to Armenia, освојила је пето место са 85 бодова.

## Биографија
Далита тренутно живи у Јеревану, главном граду Јерменије, а још се пре шесте године одселила из Техерана, главног града Ирана, у коме је рођена. Од шесте године, учествује у многим изборима лепоте. Ученик је Музичке школе „Александар Спендарјан“, у којој учи три предмета — клавир, гитару и вокал, и театар-студија „Арташес Алексањан“, где је за време Дечје песме Евровизије 2011. била најмлађа глумица и плесачица. Хобији су јој пливање и тенис, а била је у бројним ТВ и радио емисијама.

## Активности
Далита је била водитељка Дечјих новости, дела програма Добро јутро Јерменијо на Другом каналу националне телевизије. Била је дописник Бумбумик шоуа на телевизијама Кентрон и АТВ. Године 2010. учествовала је у програму Прикривени таленат телевизије Шант, где се пласирала у полуфинале. Током 2011. глумила је у дечјем серијалу Шилашпот. Током 2012, на телевизији Арменија ТВ глумила је у програму Чарли шоу, где је играла улогу Чарлите. У омладинском часопису YES је имала своју рубрику — Далита и пријатељи. Играла је у представи Суд Јермена и серији Каргин серијал.

## Признања
Далитина каријера почиње 2005, када ја постала Мала мис Јерменије, док јој музичка каријера почиње 2007. са освајањем прве награде на Републичком конкурс-фестивалу младих музичара „Александар Спендарјан“. Признања која је добила јесу:
- 2005 — победа на избору лепоте Мис Јерменије
- 2006 — номинација за Мис рекламе
- 2007 — победа на Републичком конкурс-фестивалу младих музичара Александар Спендарјан; награда Мис таленат
- 2008 — серфитикат Почасни члан за допринос избору Мис и мистер света
- 2009 — награда на конкурсу Златна трска; победа на конкурсу Мис топ-модел 2009; награда боксера Алекса Абрахама
- 2010 — прво место на Јерменској олимпијади плеса
- 2011 — сертификат Најбољи хит; пето место на Дечјој песми Евровизије; признање Надахнуће Дечје песме Евровизије на такмичењу Мултикник; признање Амбасадор Евровизије на конкурсу Златни штит
- 2012 — награда Мис савршенство на фестивалу Мис школарка; награда Модерна млада певачица на конкурсу Стајлскрин
- 2013 — почасни гост на додели Јерменске националне награде у московском Кремљу

## Дискографија
- (2009)
- (2009)
- (2010)
- (2010)
- (2011)
- (2012)
- (2012)
- (2012)
- (2013)